# Alien Starman
Az Alien Starman Lee "Scratch" Perry 2004-es  albuma.

## Számok
1. Sound of the Underground (4:55)
2. Bad Times Disappear (3:53)
3. Find the Love (5:39)
4. Revolution (4:07)
5. On the Streets Again (4:36)
6. My Girl (4:06)
7. Holyness (4:29)
8. I Believe in Miracles (4:33)
9. Scratch It (4:37)
10. Starliner (4:33)
11. Special Request (3:31)
12. Emperor Hailes Selassie Light (4:30)
13. My Dream Come True (3:55)
14. One God, Open Brain (4:26)
15. Merlin White Magic Air (4:57)

## Zenészek
- Leigh Malin – szaxofon
- Justin Dodsworth – billentyűk
- Del Taylor – Executive producer
- Anthony Harty – gitár
- Lee "Scratch" Perry – producer
- Al Fletcher – dob
- Denis Blackham – mastering
- Roger Lomas – hangmérnök, producer, mix
- Nick Welsh – basszusgitár